# 陈叔慎
陈叔慎（572年—589年），字子敬，南陈高宗宣帝陈顼第16子，生母淳于姬，封岳阳王。

## 生平
陈叔慎少聪敏，10岁時就写文章。太建十四年（582年），立为岳阳王，时年十一。陈后主至德四年（586年），拜侍中、智武将军、丹阳尹。后主爱文章，陈叔慎与衡阳王陈伯信、新蔡王陈叔齐等日夕陪侍，每应诏赋诗，常被赞赏。祯明元年（587年），出为使持节、都督湘、衡、桂、武四州诸军事、智武将军、湘州刺史。
589年，隋军渡江，破台城，前湘州刺史晋熙王陈叔文还至巴州，与巴州刺史毕宝、荆州刺史陈慧纪降隋。隋朝行军元帅清河公杨素兵下荆门，遣将庞晖攻略至湘州，城内将士，没有意志，克日请降。陈叔慎置酒会文武僚吏，叹道“君臣之义，尽于此乎！”长史谢基拜伏流涕，湘州助防遂兴侯陈正理在坐，起身说：“主辱臣死，诸君独非陈国之臣乎？今天下有难，实是致命之秋也。纵其无成，犹见臣节，青门之外，有死不能。今日之机，不可犹豫，后应者斩。”大家都赞同，杀牲结盟。派人给庞晖送诈降书，庞晖相信，令数百人屯守城门，自率左右数十人入湘州官府，陈叔慎伏兵发，擒斩庞晖。陈叔慎坐在射堂，招集士众，数日之中，兵至五千。衡阳太守樊通、武州刺史邬居业，都请求赴国难。未至，隋朝派中牟公薛胄为湘州刺史，听说庞晖已死，便再请兵，隋朝遣行军总管刘仁恩救援。刘仁恩还没到，薛胄兵至鹅羊山，陈叔慎遣陈正理、樊通等抵抗，因大战从早晨至下午，隋军迭息迭战，陈正理兵少不敌，于是大败。薛胄乘胜入城，生擒陈叔慎。当时，邬居业率众从武州来，出横桥江，听说陈叔慎失败，在新康口停下来。刘仁恩兵至横桥，据水安营，打败邬居业。刘仁恩俘获陈叔慎、陈正理、陈居业及同党十几人，秦王杨俊在汉口斩杀了他们。陈叔慎时年十八岁。

## 资料来源
- 《陈书.列传第二十二》